# Lyrurus
Lyrurus is een geslacht van vogels uit de familie fazantachtigen (Phasianidae).

## Soorten
Het geslacht kent de volgende soorten:
- Lyrurus mlokosiewiczi – Kaukasisch korhoen
- Lyrurus tetrix – Korhoen